# 2-га армія (Третій Рейх)
Не варто плутати з 2-ю німецькою армією часів Першої світової війни
2-га а́рмія (нім. 2. Armee) — польова армія Вермахту в роки Першої та Другої світової війни.

## Історія

### Друге формування (ІІ світова війна)
2-га польова армія (2. Armee) була сформована 26 серпня 1939 року як командування 1-ї групи армій (нім. Heeresgruppe 1). Під такою назвою вона почала кампанію в Польщі, а 2 вересня 1939 року її було перейменовано в групу армій «Північ» (нім. Heeresgruppe Nord).
Знов 2-га армія була сформована 20 жовтня 1939 року шляхом перейменування 8-го армійського командування (нім. 8. Armee) при передислокації з Польщі на західний кордон. З 10 травня 1940 по 25 червня 1940 брала активну участь у Французької кампанії. Пізніше до 2 липня 1940 входила до складу окупаційних сил у Франції, після чого повернулась до Німеччини.
Навесні 1941 року 2-гу армію було перекинуто на Балкани.
У ході кампанії, що почалася, з'єднання армії з 28 березня по 18 квітня 1941 брали участь у боях на території Югославії, в захваті Загреба (Аграма), Белграда і Сараєво. Після закінчення бойових дій частини 2-ї армії виконували охоронні функції на захопленій території, а в середині червня були перекинуті до складу резерв групи армій «Центр» (нім. Heeresgruppe Mitte).
З 2 липня 1941 року з'єднання 2-ї польової армії вступили в бойові дії на території СРСР. Вони брали участь у боях у районі Слоніма, а після відступу Червоної Армії з цього району були перекинуті під Могильов, де брали участь в знищенні оточених радянських військ. Надалі частини 2-ї армії брали участь у переслідуванні відступаючих частин Червоної Армії в районі Гомеля. Зважаючи на ситуацію, що складалася в районі Києва, з'єднання 2-ї армії були повернені на південний схід і брали участь у боях за Чернігів, надання допомоги військам групи армій «Південь» (нім. Heeresgruppe Süd) у захопленні Києва. Після короткої перерви в боях частини 2-ї польової армії брали участь у наступі в районі Брянська, оточенні військ Брянського фронту, в боях на південний схід від Орла і на схід від Курська, забезпечуючи правий фланг 2-ї танкової групи (нім. Panzergruppe 2).
У ході важких боїв німецькі частини були зупинені військами Південно-Західного фронту в районі міст Тим, Єлець і Єфремов.
У ході контрнаступу Червоної Армії, що почався зимою 1941-42 років, частини 2-ї польової армії вимушені були відступити, проте Орел і Курськ залишилися в руках німецьких військ. У лютому 1942 року 2-га армія була передана до групи армій «Південь».
У червні 1942 року вона брала участь у наступі на Вороніж, у боях за нього і частковому його захваті. Надалі частини 2-ї армії зайняли оборонні позиції на Доні, які утримували до початку наступу Червоної Армії під Воронежем. У ході цього наступу німецькі війська частково захопили місто, після чого перейшли до оборони на Верхньому Доні.
З листопада 1942 року з'єднання 2-ї армії оборонялися на раніше зайнятих позиціях. В ході наступу Червоної Армії, що почалося, в середині січня 1943 року на захід від Воронежу німецькі війська були розбиті, багато хто з них був оточений і знищений, а ті, що залишилися відкинуті на захід.
У березні 1943 року управління 2-ї польової армії перепідпорядкувало групі армій «Центр». Після стабілізації фронту дивізії армії виявилися на західному фасі Курського виступу. В результаті поразки німецьких військ на Курській дузі частини 2-ї армії вимушені були почати відступ до річки Десна. Проте тут вони залишалися недовго і відступили на правий берег Дніпра в районі Речиці. Але і в цьому районі вони були знов розбиті і відступили за Прип'ять. Тут 2-й польовій армії на досить довгий період удалося зміцнитися своїм лівим флангом, тоді як правий під ударами Червоної Армії був відтіснений і фронт всієї армії фактично був повернений в напрямі на південь.
До середини червня 1944 року з'єднання армії займалися зміцненням своїх позицій. У ході Білоруської операції Червоної армії була розгромлена група армій «Центр», а 2-га армія, що знаходилась на її правому фланзі, залишилася єдиною більш-менш боєздатною.
У цей період вона тимчасово позначалася як армійська група «Вейхс» (нім. Armeegruppe Weichs). Нею була зайнята центральна ділянка оборони, але тут вона зазнала поразки, була відкинута з Білорусі на територію Польщі та Східної Пруссії.
Подальший відступ 2-ї армії продовжився за Західний Буг, у район річки Нарви, де вона вела бої до січня 1945 року. В ході наступу Червоної Армії з'єднання армії, що почалося в цей час, були відкинуті до Померанію. Надалі вони були притиснуті до узбережжя Балтійського моря, залишили Гданськ і Гдиню.
7 квітня 1945 року армія була перейменована в армію «Східна Пруссія» (нім. Armee Ostpreußen).

## Командування

### Командувачі
- генерал кавалерії, пізніше генерал-полковник М.фон Вейхс (нім. Maximilian Reichsfreiherr von Weichs) (20 жовтня 1939 — 26 листопада 1941);
- генерал-полковник Р.Шмідт (нім. Rudolf Schmidt) (26 листопада 1941 — 15 січня 1942);
- генерал-полковник М.фон Вейхс (15 січня — 15 липня 1942);
- генерал від інфантерії, потім генерал-полковник Г.фон Зальмут (нім. Hans von Salmuth) (15 липня 1942 — 4 лютого 1943);
- генерал від інфантерії, потім генерал-полковник В.Вайс (нім. Walter Weiss (4 лютого 1943 — 12 березня 1945);
- генерал танкових військ Д.фон Заукен (нім. Dietrich von Saucken) (12 березня — 7 квітня 1945).